# Wolfgang Huber
Wolfgang Huber, född 1935, tysk psykiater, som 1970 ledde grundadet av Sozialistisches Patientenkollektiv (”Socialistiska Patientkollektivet”) i Heidelberg i dåvarande Västtyskland.
Enligt Hubers teori var det inte den enskilda individen utan snarare det omgivande samhället som var psykiskt sjukt. Han hävdade att patienterna borde bota samhället, inte tvärtom.